# Essunga kyrkby
Essunga kyrkby är en småort i Essunga kommun i Västra Götalands län och kyrkbyn i Essunga socken, belägen en halvmil öster om Nossebro och ett par kilometer söder om Essunga.
Som framgår av namnet har samhället vuxit fram vid Essunga kyrka. Före Västgötabanans tillkomst var det en sorts centralort för bygden, med både gästgiveri och poststation.